# Trans-Science
Trans-Science ist ein von Alvin M. Weinberg 1972 in einem vielzitierten Aufsatz eingeführter Begriff zur Bezeichnung von Aufgabengebieten von Wissenschaftlern, die an sich zwar Gegenstand der Naturwissenschaft sind, da sie Fakten betreffen, deren Fragen von ihr letztlich aber nicht beantwortet werden könnten. Sie würden daher die exakte wissenschaftliche Forschung transzendieren. 
Dabei ging es Weinberg darum, das Verhältnis von Wissenschaft und Politik insbesondere vor dem Hintergrund der Bewertung von Technikrisiken zu klären. Als Beispiel nennt Weinberg die biologischen Effekte von geringen Dosen ionisierender Strahlung. Selbst mit einer astronomischen Anzahl von Tierversuchen ließen sich über die genauen Auswirkungen keine zuverlässigen Aussagen machen. Ähnliche Probleme ergäben sich auch bei der wissenschaftlichen Vorhersage sehr unwahrscheinlicher Ereignisse oder komplexer Phänomene in den Sozialwissenschaften. Weiterhin hätten Entscheidungen über wissenschaftliche Prioritätensetzung und Forschungsagenden als Wertfragen trans-szientifischen Charakter. Von Harvey Brooks wurde die Theorie ausgedehnt auf Systeme, die durch große Klassen nichtlinearer Gleichungen bestimmt seien.
Folglich müsste die Behandlung vieler Fragen im Bereich der Risikobewertung und Technikentwicklung dem öffentlichen Diskurs geöffnet werden. In der „Republik der Wissenschaft“ seien daher insofern auch Laien zuzulassen. Allerdings hätten Naturwissenschaftler weiterhin eine Sonderstellung, weil nur sie die Grenze zwischen wissenschaftlichen und trans-szientifischen Fragen genau ziehen könnten. Das Problem trans-szientifischer Fragen wird oft auch in Zusammenhang mit dem Vorsorgeprinzip aufgeworfen.
Einen modernen und systematischen Zugang zu den von der Trans-Science aufgeworfenen Fragen verfolgt das Forschungsgebiet der Technikfolgenabschätzung (auch: Technologiefolgenabschätzung oder Technikbewertung).